# Рухомий склад кар'єрного транспорту
Рухомий склад кар'єрного транспорту (рос. подвижной состав (карьерного транспорта), англ. rolling stock (of quarry / mine transport), нім. mobiler Wagenpark m (der Tagebauförderung) – тягові машини (агрегати) і транспортні посудини, призначені для перевезення гірничої маси, матеріалів і ін. у кар'єрі і на його технологічній поверхні. 